# Marina Alabau Neira
Marina Alabau Neira, född 31 augusti 1985 i Sevilla, är en spansk seglare. I Världsmästerskapet i RS:X har hon tagit en guldmedalj, en silvermedalj och två bronsmedaljer. Hon har även tagit fem guldmedaljer i Europamästerskapet i RS:X och guld i olympiska sommarspelen 2012 i London.